# Sam Rockwell
Sam Roskwell (Daly City, 5. studenoga 1968.) američki je glumac.

## Životopis
Sam Rockwell rodio se 1968. godine u kalifornijskom gradu Daly City u glumačkoj obitelji jer su se njegovi roditelji također bavili glumom, a djed je bio teatrolog. Obitelj se 1970. godine preselila u New York City, a s obzirom na to da su se roditelji ubrzo rastali, Sam se s ocem seli u San Francisco. Unatoč tome, sam s deset godina ima svoj glumački debi u majčinoj predstavi, a u srednjoj školi se odmah priključio glumačkoj skupini. Svoj prvi filmski debi ima u filmu Francisa Coppole Clownhouse. Ubrzo nakon srednje škole, Sam se seli ponovno u New York City gdje pohađa privatne sate glume, a plaća ih tako što glumi sporedne i epizodne uloge u televizijskim serijama te u kazalištu. Ubrzo je angažiran u nezavisnim filmovima gdje razvija mogućnost profiliranja u razne karakterne likove što će ga i obilježiti u radu. Šira ga je publika upoznala u filmu San Ivanjske noći i Zelena milja, a u filmu Dobrodošli u Collinwood surađuje s Georgeom Clooneyem. Za ulogu u filmu Vodič kroz galaksiju za autostopere 2005. dobio je pozitivne kritike, a Oscara dobiva 2018. godine za film Tri plakata izvan grada Martina McDonagha.

## Odabrana filmografija
- Clownhouse kao Randy (1988.)
- Nindže kornjače kao Head Thug (1990.)
- San Ivanjske noći kao Francis Flute (1999.)
- Zelena milja kao 'Wild Bill' Wharton (1999.)
- Charlijevi anđeli kao Eric Knox (2001.)
- Ispovjest opasnog uma kao Chuck Barris (2002.)
- Dobrodošli u Collinwood kao Pero (2002.)
- Šibicari kao Frank Mercer (2003.)
- Vodič kroz galaksiju za autostopere kao Zaphod Beeblebrox (2005.)
- Ubojstvo Jesseja Jamesa od kukavice Roberta Forda kao Charley Ford (2007.)
- Frost/Nixon kao James Reston, Jr. (2008.)
- Iron Man 2 kao Justin Hammer (2009.)
- Kauboji i izvanzemaljci kao Doc (2011.)
- Sedam psihopata kao Billy (2012.)
- Tri plakata izvan grada kao Dixon (2017.)
- Čovjek iz sjene kao George W. Bush (2018.)

## Nagrade

### Nagrada Oscar
| Godina | Nominirano djelo                                                    | Kategorija               | Rezultat   |
| ------ | ------------------------------------------------------------------- | ------------------------ | ---------- |
| 2018.  | Tri plakata izvan grada (Three Billboards Outside Ebbing, Missouri) | Najbolji sporedni glumac | Osvojeno   |
| 2019.  | Čovjek iz sjene (Vice)                                              | Najbolji sporedni glumac | Nominacija |

### Nagrada Zlatni globus
| Godina | Nominirano djelo                                                    | Kategorija                                                                        | Rezultat   |
| ------ | ------------------------------------------------------------------- | --------------------------------------------------------------------------------- | ---------- |
| 2018.  | Tri plakata izvan grada (Three Billboards Outside Ebbing, Missouri) | Najbolji sporedni glumac - film                                                   | Osvojeno   |
| 2019.  | Čovjek iz sjene (Vice)                                              | Najbolji sporedni glumac - film                                                   | Nominacija |
| 2020.  | Fosse/Verdon                                                        | Najbolja izvedba glumca u ograničenoj seriji ili filma napravljenog za televiziju | Nominacija |

### Nagrada Emmy
| Godina | Nominirano djelo | Kategorija                                                                                         | Rezultat   |
| ------ | ---------------- | -------------------------------------------------------------------------------------------------- | ---------- |
| 2019.  | Fosse/Verdon     | Izvanredan glavni glumac u ograničenoj seriji ili filmu Najbolja ograničena serija (kao producent) | Nominacija |
| 2019.  | Fosse/Verdon     | Izvanredan glavni glumac u ograničenoj seriji ili filmu Najbolja ograničena serija (kao producent) | Nominacija |

## Vanjske poveznice
- Sam Rockwell u internetskoj bazi filmova IMDb-u (engl.)